# Flavonoide 3'-monoossigenasi
La flavonoide 3'-monoossigenasi è un enzima appartenente alla classe delle ossidoreduttasi, che catalizza la seguente reazione:
un flavonoide + NADPH + H+ + O2 ⇄ a 3'-idrossiflavonoide + NADP+ + H2O
L'enzima agisce su un certo numero di flavonoidi, tra cui la naringenina ed il diidrokaempferolo. Non agisce sul 4-cumarato o sul 4-cumaroil-CoA.